# 도야마촌 (지바현)
도야마촌(遠山村)은 지바현 인바군에 일찍이 존재했던 촌이다. 

## 지리
- 현재의 나리타시 남부, 구 나리타시 남동부에 해당한다.
- 마을 지역은 고원과 평지가 뒤섞인 골짜기가 많은 지형이다.

## 역사
- 1889년 4월 1일 - 정촌제 시행에 의해 시모하부군 도야마촌이 성립하였다.
- 1897년 4월 1일 - 시모하부군이 폐지되어 인바군이 되었다.
- 1954년 3월 31일 - 나리타정, 하부촌, 나카고촌, 구즈미촌, 고즈촌, 도요스미촌과 합병해 나리타시가 성립해, 동일 도야마촌은 폐지되었다.

## 인구
| 1891년 | 2,662 |
| 1904년 | 3,499 |
| 1920년 | 5,366 |
| 1932년 | 5,579 |
| 1950년 | 9,336 |

## 교통

### 철도
- 나리타 철도
  - 다코선 (1944년 1월 11일에 휴업, 1946년 10월 9일에 폐선되었다.)
  - 야치마타선 (1940년 5월 14일에 폐선되었다.)

### 도로
- 2급국도 123호선
  - ( →일반국도 국도 51호선)

## 참고문헌
- 角川日本地名大辞典編纂委員会『角川日本地名大辞典 12 千葉県』、角川書店、1984年 ISBN 4040011201